# Cantonul Saint-Mandé
Cantonul Saint-Mandé este un canton din arondismentul Nogent-sur-Marne, departamentul Val-de-Marne, regiunea Île-de-France, Franța.

## Comune
| Comune      | Populație (1999) | Cod poștal | Cod INSEE |
| ----------- | ---------------- | ---------- | --------- |
| Saint-Mandé | 19.697           | 94.160     | 94.067    |